# Hugo Mared
Hugo Sigurd Mared, född 10 januari 1915 i Slättåkra församling, Hallands län, död 18 september 1993 i Solna församling, var en svensk lantmätare.
Mared, som var son till lantbrukare Hjalmar Carlsson och Jennie Andersson, avlade studentexamen i Halmstad 1935 och utexaminerades från Kungliga Tekniska högskolan 1940. Han var lantmätare i Laholm, Varberg och Halmstad 1940–1946, stadsingenjör i Växjö stad 1946–1951, intendent på Stockholms stads fastighetskontor 1957–1959 samt stadsingenjör i Solna stad 1952–1957 och från 1960. Han var expert i 1956 års lantmäterikommitté 1957–1959, 1954 års fastighetsbildningkommitté 1958–1963 och ledamot i Svenska kommunaltekniska föreningens mätnings- och fastighetsbildningskommitté från 1952. Han var styrelseledamot i Svenska lantmätarföreningen 1952–1959 och 1965–1967. Han utarbetade karta Solna (tillsammans med Per Uno Karpebäck, 1970).